# Канаваке
Канаваке (фр. Territoire Mohawk de Kahnawake), также Конавага (фр. Caughnawaga) — индейская резервация ирокезоязычного индейского племени мохоки, расположенная на южном берегу реки Святого Лаврентия в провинции Квебек, Канада. Является одной из нескольких самоуправляемых территорий мохоков в пределах границ Канады.

## История
В 1673 году несколько семей мохоков поселились недалеко от Монреаля, а в 1680 году королём Франции было предоставлено иезуитам более 163 км² земли, чтобы они основали христианскую миссию и обратили мохоков в католицизм. В 1719 году миссия была основана и  по-французски она первоначально называлась Со-дю-Сен-Луи. Мохоки из Канаваке заняли лидирующие позиции в союзе Семь наций Канады, который иногда называли Великий костёр Канаваке.

## География
Резервация расположена на южном берегу реки Святого Лаврентия напротив города Монреаль, в административной области Квебека Монтережи. Её площадь составляет 50,41 км².
В Канаваке находятся три национальных исторических места Канады: форт Сен-Луи, иезуитская миссия Сен-Франсуа-Ксавье и пресвитерия Конавага.

## Демография
Резервация была заселена различными индейскими племенами, среди которых преобладали мохоки. У них, как и у других племён ирокезов, была практика принятия пленников в племя, часто для замены людей, умерших из-за болезней или войн. Как правило, они предпочитали усыновлять молодых женщин и детей, взятых в набегах, поскольку считалось, что они более поддаются ассимиляции. Отдельные семьи принимали таких пленников и делали их полноправными членами своего клана и племени. У мохоков была матрилинейная система родства, при которой дети считаются рождёнными в клане матери и получают свой статус от её семьи.
В результате этого многие жители Канаваке имеют смешанное происхождение, но идентифицируют себя как мохоки. Фон может включать в себя родословную других племён ирокезов, таких как онондага, онайда, кайюга, сенека, тускарора и нейтральные, а также франкоканадцев, шотландцев, англичан и ирландцев
. К началу XIX века многие канадцы отмечали, что дети европейского происхождения в Канаваке, в культурном плане воспитываются как мохоки.
В 2006 году население Канаваке составляло около 9000 человек, а в 2021 году — 10 198 человек.